# Wojciech Braksator
Wojciech Edward Braksator (ur. 25 października 1958 w Częstochowie) – polski lekarz, profesor nauk medycznych, nauczyciel akademicki Warszawskiego Uniwersytetu Medycznego, w kadencji 2016–2020 prorektor do spraw klinicznych i inwestycji tej uczelni.

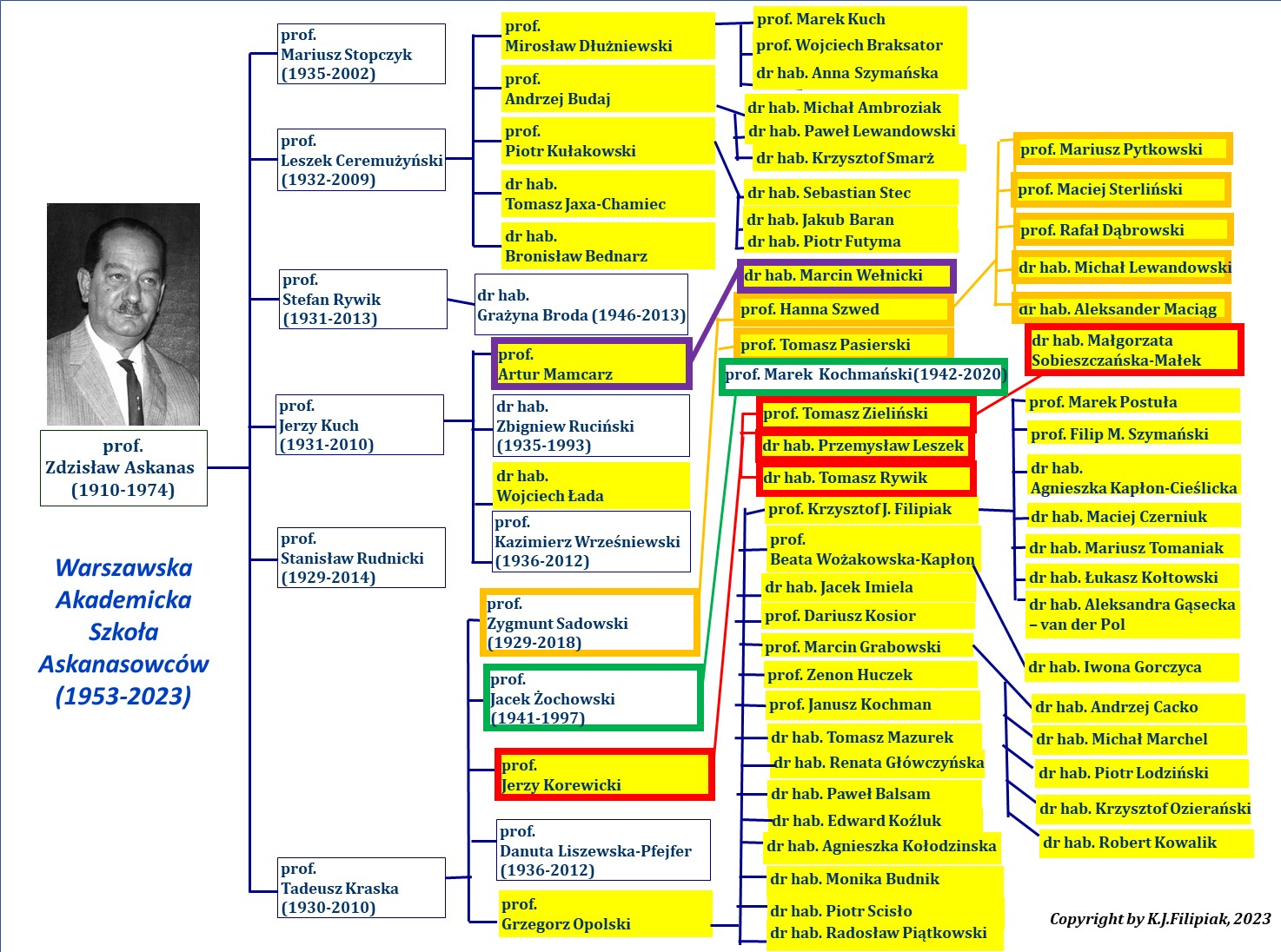
Drzewo genealogiczne przedstawicieli Warszawskiej Akademickiej Szkoły Kardiologii wywodzącej się od prof. Zdzisława Askanasa, do której należy prof. Wojciech Braksator

## Życiorys
Jest absolwentem Liceum Ogólnokształcącego im. Romualda Traugutta w Częstochowie (1977). W 1983 r. ukończył studia lekarskie w Akademii Medycznej w Warszawie. W 1989 r. na podstawie rozprawy pt. Ocena funkcji lewej komory po zawale serca za pomocą dwuwymiarowej echokardiografii napisanej pod kierunkiem Jerzego Kucha uzyskał stopień doktora nauk medycznych. W 2011 r. na podstawie rozprawy pt. Serce sportowca – wybrane zagadnienia diagnostyki otrzymał w II Wydziale Lekarskim z Oddziałem Nauczania w Języku Angielskim oraz Oddziałem Fizjoterapii WUM stopień doktora habilitowanego nauk medycznych w zakresie medycyny. W latach 2012–2016 był prodziekanem II Wydziału Lekarskiego WUM. W 2016 objął stanowisko prorektora do spraw klinicznych i inwestycji tej uczelni.
W 2017 r. uzyskał tytuł profesora nauk medycznych.

## Odznaczenia
- Medal Komisji Edukacji Narodowej (2016)[3]
- Złoty Krzyż Zasługi (2014)[3]
- złoty medal „Za Zasługi dla Polskiego Ruchu Olimpijskiego” (2017)[5]